# Drachenbronn-Birlenbach

Drachenbronn-Birlenbach este o comună în departamentul Bas-Rhin, Franța. În 1 ianuarie 2022 avea o populație de 586 de locuitori.